# 北海学園大学開発研究所
北海学園大学開発研究所（ほっかいがくえんだいがくかいはつけんきゅうじょ、英: Development Res. Inst., Hokkai Gakuen Univ.）とは北海学園大学の附置研究所で、経済開発、社会開発の両面にわたって北海道の発展に寄与することを目的として研究を行っている。
1957年、上原轍三郎学長の主導の下、「北海道の開発を中心に地域の経済・社会・文化・技術などに関する基礎的・応用的諸研究を行い、広く社会・経済の発展に寄与することをめざす機関」として同大学に付置された。北海道で最初に設立されたシンクタンクでもある。

## 沿革
- 1957年4月 - 北海学園大学に開発研究所を設置。
- 1967年6月 - 開発特別公開講座の第一回が開催される。
- 2000年4月 - 専門図書館北海道地区協議会事務局並びに資料センター移転・開設。

## 組織
研究スタッフは、以下の通り。なお、研究委員が各学部から1名ずつ選任され、運営委員会が組織されている。また、研究員会議が開かれ、学際的な総合研究と研究員独自の個別研究が行われている。
- 所長
- 専任研究員（北海学園大学の全教員が就く）
- 特別研究員（北海学園大学の元教員が就く）
- 嘱託研究員（北海学園大学出身の研究者等が就く）
- 客員研究員（北海学園大学外の研究者等が就く）

### かつてあった職名
- 主任教授
- 専任研究員補

## 歴代所長
- 初代：上原轍三郎（1957年 - 1964年）
- 2代：蝦名賢造（1964年 - 1968年）
- 3代：池田善長（1968年 - 1969年）
- 4代：筒浦明（1969年 - 1972年）
- 5代：田中修（1972年 - 1973年）
- 6代：外崎正次（1973年 - 1976年）
- 7代：田中修（再任、1976年 - 1979年）
- 8代：川村琢（1979年 - 1982年）
- 9代：川端俊一郎（1982年 - 1988年）
- 10代：村井忠政（1988年 - 1992年）
- 11代：大沼盛男（1992年 - 1996年）
- 12代：松田光一（1996年 - 1997年）
- 13代：小田清（1998年 - 2003年）
- 14代：奥田仁（2004年 - 2008年）
- 15代：高原一隆（2008年 - 2010年）
- 16代：北倉公彦（2010年 - 2012年）
- 17代：小坂直人（2012年 - 2016年）
- 18代：樽見弘紀（2016年 - 2018年）
- 19代：西村宣彦（2018年 - 2022年）
- 20代：濱田武士（2022年 - ）

## 主な研究スタッフ
- 浅妻裕：専任研究員
- 内田和浩：専任研究員
- 川村雅則：専任研究員
- 小島康次：専任研究員
- 小坂直人：専任研究員
- 佐藤克廣：専任研究員
- 鈴木聡士：専任研究員
- 菅原秀幸：専任研究員
- 武市靖：専任研究員
- 堂柿栄輔：専任研究員
- 西村宣彦：専任研究員
- 濱田武士：専任研究員
- 宮入隆：専任研究員
- 水野邦彦：専任研究員
- 余湖典昭：専任研究員
- 朝倉利光：特別研究員
- 岩崎まさみ：特別研究員
- 奥田仁：特別研究員
- 大場四千男：特別研究員
- 太田原高昭：特別研究員
- 神原勝：特別研究員
- 北倉公彦：特別研究員
- 木村和範：特別研究員
- 木村保茂：特別研究員
- 黒田重雄：特別研究員
- 桑原俊一：特別研究員
- 小田清：特別研究員
- 佐々木博明：特別研究員
- 竹田正直：特別研究員
- 高原一隆：特別研究員
- 向田直範：特別研究員
- 田口晃：特別研究員
- 千葉卓：特別研究員
- 寺田稔：特別研究員
- 松田光一：特別研究員
- 山ノ井髙洋：特別研究員
- 横山純一：特別研究員

### 過去の在籍者
- 大濱徹也
- 樽見弘紀
- 吉井清一郎
- 森本正夫
- 山口甲
- 柳憲一郎
- 森啓

## 研究活動
- 本研究所では、所外の研究者と北海道開発に関する学術交流や共同研究が多数行われ、特に、北海道庁からの委託研究が行われている。また、北海道庁研究機関だった北海道立総合経済研究所が廃止されるまでは、共同研究を頻繁に行っていた。また、2010年に解散した社団法人北太平洋地域研究センターが北海学園大学の豊平キャンパス内に設置されていたため共同研究を行う事が多かった。
- 近年は、開発関連のみならず情報化社会や環境問題なども研究課題としている。
- 市民参加型の開発特別公開講座を、北海道各地で産学官連携によって毎年開催され、地域づくり支援を行っている。この他、市民参加型で研究活動報告を本学にて年3、4回行われている。
- 本研究所には北海道新聞の前身である北海新聞の1887年からのマイクロフィルムやOECD関係資料が収蔵されている。
- 本研究所内に、専門図書館北海道地区協議会の本部を設置している。
- この他、北海学園大学の教員（過去の教員も含む）が執筆した図書を展示し、北海学園大学教員著作コーナーとして開架している。

## 刊行物
- 『開発論集』（1965年創刊）

### かつてあった刊行物
- 『開発研究所資料』（1958年創刊、1967年終刊）

## 所在地
- 北海道札幌市豊平区旭町4-1-40
  - 北海学園大学豊平キャンパス内に所在する。